# محمد بیرانوندی
محمدبیرانوندی معروف به صیدمحمدخان بیرانوندی (زاده ۱۳۴۹ در خرم‌آباد) سیاستمدار ایرانی و نماینده مردم خرم‌آباد در دوره دهم مجلس شورای اسلامی بود.

## انتخابات مجلس دهم
بیرانوندی پس از ثبت‌نام در انتخابات مجلس شورای اسلامی (۱۳۹۵–۱۳۹۴) از حوزه انتخابیهٔ خرم‌آباد و دوره، از جانب «شورای عالی سیاست‌گذاری انتخاباتی اصلاح‌طلبان» به عنوان یکی از نامزدهای اصلی جناح اصلاح‌طلبان جمهوری اسلامی ایران مطرح گردید و نام او در لیست امید مورد حمایت سید محمد خاتمی (ائتلاف اصلاح‌طلبان و اعتدالگرایان) قرار گرفت.
بیرانوندی با کسب ۵۲ هزار و ۸۸۳ رأی (نفر اول) همراه با ۳ نامزد دیگر وارد دور دوم شد و در نهایت با ۷۸ هزار و پنج رأی (نفر اول) به مجلس شورای اسلامی راه یافت.